# Fannia trigonifera
Fannia trigonifera är en tvåvingeart som beskrevs av Chillcott 1961. Fannia trigonifera ingår i släktet Fannia och familjen takdansflugor.
Artens utbredningsområde är Washington. Inga underarter finns listade i Catalogue of Life.